# Lizoáin-Arriasgoiti
Lizoáin-Arriasgoiti (em castelhano) ou Lizoainibar-Arriasgoiti (em basco) é um município da Espanha na província e comunidade foral (autónoma) de Navarra. Tem 65,53 km² de área e em 2021 tinha 314 habitantes (densidade: 4,8 hab./km²). O nome oficial do município foi Lizoáin até 2009, quando foi adicionado o nome do antigo município de Arriasgoiti, fundido no primeiro em 1943.

## Demografia
| Variação demográfica do município entre 1991 e 2004 | Variação demográfica do município entre 1991 e 2004 | Variação demográfica do município entre 1991 e 2004 | Variação demográfica do município entre 1991 e 2004 |
| --------------------------------------------------- | --------------------------------------------------- | --------------------------------------------------- | --------------------------------------------------- |
| 1991                                                | 1996                                                | 2001                                                | 2004                                                |
| 230                                                 | 231                                                 | 234                                                 | 271                                                 |